# Cleverbot
Cleverbot (с англ. — «умный бот») — это веб-приложение, которое использует алгоритм искусственного интеллекта для проведения бесед с людьми на английском языке, позже добавилась поддержка нескольких языков, в том числе русского. Было создано в 1997 году британским учёным по искусственному интеллекту Ролло Карпентером (англ. Rollo Carpenter), который также создал «Jabberwacky», аналогичное веб-приложение. В первое десятилетие своего существования Cleverbot провел несколько тысяч бесед с Карпентером и его соратниками. С момента старта в интернете число разговоров превысило 65 миллионов.
Появились сообщения, что этот бот (а не бот Женя Густман) стал первым по результатам аналогичных тестов Тьюринга. Он показывал результат в 59 % ещё в 2011 году.